# بستانو
بُستانو، روستایی در دهستان چاه‌مبارک بخش چاه‌مبارک شهرستان عسلویه در استان بوشهر ایران است.

## جمعیت
بر پایه سرشماری عمومی نفوس و مسکن در سال ۱۳۹۵، جمعیت این روستا برابر با ۱،۸۷۰ نفر (۴۴۰ خانوار) بوده‌است.